# Liste der Naturdenkmale in Urbach (Westerwald)
Die Liste der Naturdenkmale in Urbach nennt die im Gemeindegebiet von Urbach ausgewiesenen Naturdenkmale (Stand 9. Oktober 2013).

## Naturdenkmale
| Nr.         | Bezeichnung                                  | Lage                                      | Beschreibung        | Bild            |
| ----------- | -------------------------------------------- | ----------------------------------------- | ------------------- | --------------- |
| ND-7138-424 | Lindengruppe auf dem Marktplatz auf dem Berg | Urbach-Kirchdorf, Puderbacher Straße Lage | Tilia sp., 14 Bäume | Fotos hochladen |